# Sông Bùi
Sông Bùi là một con sông đổ ra Sông Đáy.
Sông có chiều dài 91 km và diện tích lưu vực là 1.249 km² .
Sông Bùi bắt nguồn từ xã Lâm Sơn, huyện Lương Sơn, Hòa Bình và chảy qua Hà Nội. Sông Bùi đổ vào sông Đáy tại Ba Thá, xã Phúc Lâm, huyện Mỹ Đức, Hà Nội . Ngã ba sông đó là ranh giới của ba huyện Chương Mỹ, Mỹ Đức và Ứng Hòa.